# Odynerus lamaosensis
Odynerus lamaosensis är en stekelart som beskrevs av Schulthess 1934. Odynerus lamaosensis ingår i släktet lergetingar, och familjen Eumenidae. Inga underarter finns listade i Catalogue of Life.